# Gerald Wagner
Gerald „Gerry“ Wagner (* 1. Oktober 1962 in der DDR) ist ein ehemaliger deutscher Fußballspieler, der im Verlauf seiner Karriere unter anderem 41 Spiele in der DDR-Oberliga für den Halleschen FC Chemie (HFC) bestritt. Weitere Stationen waren die BSG Chemie Buna Schkopau und der VfL Klafeld-Geisweid 08. Wagner ist 20-facher Junioren-Nationalspieler der DDR.

## Karriere

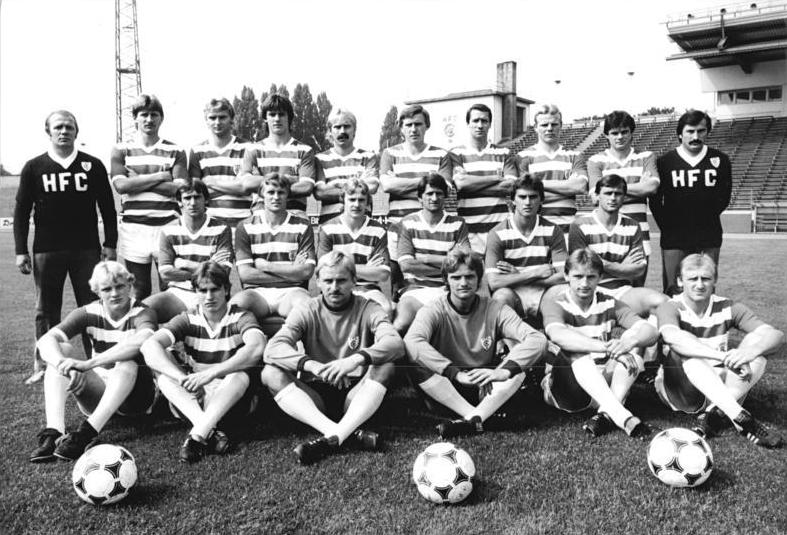
Mannschaftsfoto des HFC aus der Saison 1983/84; Wagner stehend, 3. von links

Zur Saison 1980/81 wurde Wagner offiziell als Angriffsspieler für den HFC-Kader der Nachwuchsoberliga nominiert. Bei den letzten beiden Punktspielen der DDR-Oberliga kam er mit zwei Kurzeinsätzen zu seinen ersten Erstligaspielen. In den Jahren 1980 und 1981 bestritt er zudem 20 Junioren-Länderspiele, in denen er acht Tore erzielte. Für die Spielzeit 1981/82 wurde Wagner, zu dieser Zeit noch in der Ausbildung zum Elektromonteur, in die Oberliga-Mannschaft aufgenommen. In den folgenden Jahren gelang es ihm jedoch nicht, sich dort einen Stammplatz zu erkämpfen. Bei insgesamt 106 Oberligaspielen zwischen Mai 1981 und Mai 1984 wurde Wagner nur in 41 Begegnungen eingesetzt, in denen er fünf Tore erzielte. Nach der Saison 1983/84 musste er mit dem HFC in die Zweitklassigkeit absteigen. Auch in der DDR-Liga gehörte Wagner nicht zum Stammpersonal, in der Spielzeit 1984/85 kam er nur achtmal in der ersten Mannschaft zum Einsatz. Anschließend wechselte er zum Ligakonkurrenten BSG Chemie Buna Schkopau. Vom Mai 1986 bis zum November 1987 leistet er seinen Wehrdienst ab. Seine erfolgreichste Saison in Schkopau spielte Wagner 1988/89, als er, weiterhin als Stürmer aufgeboten, 27 Punktspiele bestritt und dabei zehn Tore erzielte.
Im Januar 1990 schloss Wagner sich mit seinem Mannschaftskollegen Thomas Meichsner dem südwestfälischen Landesligisten VfL Klafeld-Geisweid 08 an. Von beiden versprach sich der Verein, den drohenden Abstieg in die Bezirksliga abzuwenden, der sich letztlich aber nicht abwenden ließ. Wagner blieb dem Verein dennoch treu und feierte nach zwei Jahren in der Bezirksliga den Wiederaufstieg in die Landesliga. Mit zehn Saisontreffern war der beidfüßige Offensivakteur, der nun nicht mehr als reiner Stürmer spielte, drittbester Klafelder Torschütze in dieser Spielzeit. Die Klafelder blieben mit Wagner als einem der Führungsspieler bis zum Jahr 2000 in der Landesliga, ehe der erneute Abstieg folgte. Mit 15 Treffern in der Bezirksliga-Spielzeit 2000/01 untermauerte der inzwischen 38-Jährige aber seine Torgefährlichkeit. Wagner spielte noch bis Mitte der 2000er-Jahre für die Klafelder „Fürsten“, mit deren Reserve-Mannschaft er zum Abschied die Meisterschaft in der Kreisliga B im Jahr 2005 feierte. Anschließend beendete er seine aktive Karriere. Eine Zeit lang leitete Wagner die Geschicke des Vereins als 2. Vorsitzender. Seinen Lebensmittelpunkt hat Wagner weiterhin in Geisweid.